# Hekuran Kryeziu
Hekuran Kryeziu (Küsnacht, Meilen, Suiza, 12 de febrero de 1993) es un futbolista suizo nacionalizado kosovar. Juega como centrocampista y se encuentra sin equipo tras abandonar el F. C. Winterthur.

## Selección nacional
Ha sido internacional con la selección de fútbol de Kosovo en 30 ocasiones sin anotar goles.

## Clubes
| Club                 | País          | Año       |
| -------------------- | ------------- | --------- |
| F. C. Luzern         | Suiza         | 2011-2018 |
| F. C. Vaduz (cedido) | Liechtenstein | 2014-2015 |
| F. C. Zürich         | Suiza         | 2018-2021 |
| F. C. Winterthur     | Suiza         | 2022-2023 |

## Palmarés

### Títulos nacionales
| Título                | Club        | País          | Año  |
| --------------------- | ----------- | ------------- | ---- |
| Copa de Liechtenstein | F. C. Vaduz | Liechtenstein | 2015 |